# Fred (stripauteur)
Frédéric Othon Théodore Aristidès (Parijs, 5 maart 1931 – aldaar, 2 april 2013), beter bekend onder het pseudoniem Fred, was een Frans stripauteur van Griekse origine. Hij overleed in 2013 (82) in Parijs en is begraven op Cimetière parisien de Pantin. 

## Hara-Kiri
Samen met tekenaars Jean-Marc Reiser, Georges Wolinski, Cabu en François Cavanna stond Fred aan de wieg van het weekblad Hara-Kiri. Fred had er de titel van literair directeur. Voor Hara-Kiri tekende Fred Het kleine circus, over een kleine circusfamilie met hun woonwagen, op een reis zonder einde. Fred stapte op bij HARA-KIRI uit onvrede met de editoriale lijn, die volgens hem te provocerend en te politiek werd.

## Philemon
Fred wilde terugkeren naar een meer traditionele strip en bedacht in 1966 Philemon. De strip werd geweigerd door hoofdredacteur Yvan Delporte van Spirou, maar werd wel aanvaard door René Goscinny van Pilote. De 15-delige surrealistische en poëtische stripverhalenreeks Philemon die Fred schreef en tekende, behoort tot zijn bekendste werk. Door gezondheidsproblemen van Fred verscheen geen nieuw deel in deze reeks tussen 1987 en 2013. In 1980 ontving hij de oeuvreprijs Grand Prix de la ville d'Angoulême op het Internationaal stripfestival van Angoulême. In 1994 mocht hij de Alph'Art voor het beste album in ontvangst nemen.